# Vorderer Maurerkeeskopf
Der Vordere Maurerkeeskopf (3325 m ü. A.) ist ein Berggipfel des Tauernhauptkamms in der Venedigergruppe an der Landesgrenze zwischen Tirol (Bezirk Lienz) und Salzburg (Bezirk Zell am See) bzw. an der Gemeindegrenze zwischen Prägraten am Großvenediger und Neukirchen am Großvenediger. Die Erstbesteigung wurde von Theodor Harpprecht mit J. Schnell am 24. August 1868 über den Südwestanstieg vorgenommen.

## Lage
Der Vordere Maurerkeeskopf liegt zwischen der Östlichen Simonyspitze (3442 m ü. A.) im Südwesten und dem Mittleren Maurerkeeskopf (3283 m ü. A.) bzw. dessen Südwestgipfel (3215 m ü. A.) im Nordwesten, wobei der Vordere Maurerkeeskopf von der Östlichen Simonyspitze durch die Krimmlerkeesscharte (3300 m ü. A.) getrennt wird. Der Vordere Maurerkeeskopf ist dabei der südlichste und höchste Gipfel am Maurerkeeskopfgrat, der neben dem Vorderen und dem Mittleren auch den Hinteren Keeskopf (3311 m ü. A.) umfasst. Östlich des Vorderen Maurerkeeskopfs erstreckt sich das Maurerkees, westlich das Krimmler Kees. 

## Aufstiegsmöglichkeiten
Der Vordere Maurerkeeskopf gilt als wenig besuchtes Einzelziel mit gefährlichen Zugängen. Die technisch einfachste Route auf den Berg stellt der Aufstieg aus der meist verwechteten Krimmlerkeesscharte dar, die von der südöstlich gelegenen Essener-Rostocker Hütte bzw. der nördlich gelegenen Warnsdorfer Hütte erreicht werden kann. Von der 
Krimmlerkeesscharte erfolgt der Aufstieg über kurze Felsstufen nach Nordosten (I). Zumeist wird der Vordere Maurerkeeskopf jedoch im Zuge des Übergangs über den Maurerkeeskopfgrat vom Mittleren Maurerkeeskopf aus begangen (II).